# 지나 필립스
지나 필립스(Gina Philips, 1970년 5월 10일 ~ )는 미국의 배우이다.